# Plèiade tràgica
La Plèiade tràgica o Plèiade Alexandrina va ser un grup de set autors del període hel·lenístic que en temps de Ptolemeu II Filadelf van conrear a Alexandria el gènere de la tragèdia.
Hi ha diverses llistes contradictòries sobre aquests set autors, els grans poetes de l'època alexandrina, generalment atribuïdes a Aristòfanes de Bizanci i a Aristarc de Samotràcia. Suides en dona també una llista.
Alguns noms coincideixen en totes les llistes:
- Homer de Bizanci
- Filisc de Còrcira
- Licòfron
- Alexandre Etoli
- Sositeu
- Eàntides

Alguns altres noms són variables a les llistes:
- Teòcrit de Siracusa
- Dionisiades de Tars
- Nicandre de Claros
- Apol·loni de Rodes
- Sosífanes.[1][2][3]